# Lakridspibe
En lakridspibe er en type lakridsslik formet som en pibe, gerne med rødt eller lyserødt krymmel på pibehovedet. De blev første gang solgt i 1920 af Heikki Huhtamäki-fabrikken i Kokkola i Finland under navnet "Pipes" og produceres siden 2013 af finske Raisio Group.
I august 2013 kom lakridspiben kortvarigt op i nyhedsbilledet, fordi et foreslået EU-direktiv om tobaksforebyggelse muligvis skulle forbyde salg af slik, snacks og legetøj, der ligner tobaksvarer. Imidlertid var lakridspiber sandsynligvis ikke omfattet af forslaget.
Allerede i 2002 vedtog Rådet for Den Europæiske Union en henstilling om forebyggelse af rygning og om initiativer til forbedring af bekæmpelse af tobaksrygning. I forbindelse med denne henstilling foreslog en betænkning fra Parlamentet at forbyde chokoladecigaretter og legetøj, som ligner cigaretter.
Siden 2016 har man skulle være over 18 år for at købe lakridspiber i Oslos største lufthavn Gardermoen.